# Stauroderus syriacus
Stauroderus syriacus är en insektsart som beskrevs av Bolívar, I. 1912. Stauroderus syriacus ingår i släktet Stauroderus och familjen gräshoppor. Inga underarter finns listade i Catalogue of Life.